# Наймушин, Игнат Михайлович
Игнат Михайлович Наймушин (17 декабря 1915, Басманы, Вятская губерния — 9 сентября 1979, Малмыж, Кировская область) — советский военнослужащий, участник Великой Отечественной войны, полный кавалер ордена Славы, командир миномётного расчёта 820-го стрелкового полка, старший сержант.

## Биография
Родился 17 декабря 1915 года в деревне Басманы (ныне — Арбажского района Кировской области). Окончил 4 класса. Работал в колхозе. В 1936—1938 годах проходил службу в Красной Армии.
В мае 1941 года был вновь призван в армию. В боях Великой Отечественной войны с июня 1941 года. На фронте стал минометчиком, был несколько раз ранен. Член ВКП/КПСС с 1942 года. После очередного госпиталя с незарубцевавшейся раной на ноге миномётчик Наймушин задержался в запасном полку, учил воинскому мастерству молодых солдат. Подготовил расчёт, с которым убыл на 1-й Прибалтийский фронт, и был зачислен в 820-й стрелковый полк 117-й стрелковой дивизии.
9 ноября 1943 года командир миномётного расчёта старший сержант Наймушин с подчинёнными в бою в районе деревни Корякине точным огнём поразил 5 огневых точек и большое количество живой силы противника.
Приказом от 2 декабря 1943 года старший сержант Наймушин Игнат Михайлович награждён орденом Славы 3-й степени.
6-12 июля 1944 года южнее города Ковель, действуя в том же боевом составе на 1-м Белорусском фронте, подавил из миномёта 2 пулемётные точки врага и вывел из строя свыше отделения пехоты. Был представлен к награждению орденом Славы 2-й степени.
Наступление продолжалось 27 июля 1944 года во время форсирования реки Вислы у города Казимеж расчёт Наймушина скрытно переправился на небольшой островок перед вражеским берегом. Миномётчики своим огнём поддерживал передовой отряд дивизии при форсировании реки Висла и подавил несколько огневых точек противника.
Командир полка, представляя Наймушина к очередной награде отмечал: «В наступлении при форсировании Вислы тов. Наймушин решительно и вел бой. Он со своим расчетом огнём из миномета подавил две огневые точки врага и уничтожил до взвода пехоты противника. После ранения офицера заменил его и управлял боем».
Приказом от 18 августа 1944 года старший сержант Наймушин Игнат Михайлович награждён орденом Славы 2-й степени.
Приказом от 14 сентября 1944 года старший сержант Наймушин Игнат Михайлович награждён орденом Славы 2-й степени повторно.
В составе своего полка воевал до Победы. Участвовал в Познанской операции, штурмовал Берлин. После Победы, в 1945 году демобилизован. Вернулся на родину. Будучи награждённым тремя орденами Славы, тем не менее не являлся полным кавалером этого ордена.
Указом Президиума Верховного Совета СССР от 8 мая 1971 года в порядке перенаграждения Наймушин Игнат Михайлович награждён орденом Славы 1-й степени. Стал полным кавалером ордена Славы.
Жил в городе Малмыж Кировской области. Работал заведующим складом. Скончался 9 сентября 1979 года.

## Награды
- орден Славы I (8.5.1971), II (18.8.1944)[3] и III (2.12.1943)[4] степеней;
- два ордена Красной Звезды (4.9.1944[5], 12.4.1945[6]);
- орден Отечественной войны 2-й степени (6.6.1945)[7];
- медали.